# Толмачов Олексій Іванович
Олексі́й Іва́нович Толмачо́в (* 1929) — український науковець-біоорганік, професор, доктор хімічних наук.

## Життєпис
Народився 1929 року в Києві. 1952 року закінчив КДУ ім. Т. Г. Шевченка. До 1955 року — аспірант ІОХ НАН УРСР (науковий керівник академік А. І. Кіпріанов).
1955 року захистив кандидатську дисертацію «Одержання четвертинних солей слабких органічних основ».
1975 року здобув науковий ступінь доктора наук — дисертація «Поліметинові барвники на основі піронів і солей пірилію».
З 1976 року — завідувач відділу кольору і будови органічних сполук ІОХ НАН УРСР.
Від 1988 року — професор.
Входить до складу Російського союзу наукової та прикладної фотографії, спеціалізованих рад ІОХ НАН України та КДУ ім. Т. Г. Шевченка.
Напрями наукових інтересів:
- розробка теорії кольоровості
- дослідження в галузі хімії поліметинових барвників
- систематичне вивчення кисень-, сірко- та селенвмісних гетероциклів.

Є значним його внесок у виробництво галогеносрібних фотоматеріалів та створення елементної бази лазерної техніки.
Запропонував нову методику флуоресцентного мічення біополімерів — за рахунок їх хімічної взаємодії з пірилоціанінами.
Є автором понад 400 наукових праць, авторських свідоцтв, патентів.
Як педагог підготував 15 кандидатів та 3 докторів хімічних наук.

## Серед робіт
- «Дослідження серії моно- і триметинціанінових барвників як флуоресцентних зондів для визначення фібрилярного <$E bold beta>-лактоглобуліну», А. О. Баланда, К. Д. Волкова, В. Б. Ковальська, Ю. Л. Сломінський, В. Субраманіам, Ярмолюк С. І., 2008.

### Нагороди
- Лауреат першої премії ім. А. І. Кіпріанова — 1987, за роботи про поліметинові барвники для фотографічних засобів реєстрації інформації (у співавторстві з Г. Г. Дядюшею та Ю. Л. Сломінським)
- орден «Дружби народів»
- 2 медалі.